# The Lark Ascending

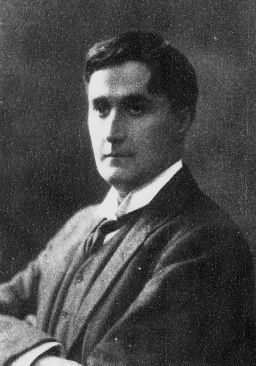
Ralph Vaughan Williams, autor de la obra The Lark Ascending

The Lark Ascending (La alondra ascendiendo) es una obra para violín y orquesta escrita en 1914 por el compositor inglés Ralph Vaughan Williams. La composición se inspiró en un poema de George Meredith del mismo nombre sobre la alondra vulgar. Es una de las piezas más populares en el repertorio clásico entre los oyentes británicos.
La obra se escribió y está dedicada a la violinista inglesa Marie Hall, que la estrenó con acompañamiento de piano. Al contrario de la creencia popular, de hecho Vaughan Williams escribió los esbozos mientras miraba barcos de guerra que cruzaban el canal durante la Primera Guerra Mundial. Un chico pequeño lo veía haciendo los esbozos y, pensando que estaba apuntando un código secreto, informó a la policía que posteriormente arrestó al compositor.
La guerra paró la composición, pero fue revisada en 1920 y estrenada bajo la dirección de Adrian Boult el 14 de junio de 1921, otra vez con Marie Hall como solista.
El uso de la escala pentatónica libera al violín de un centro tonal fijo, y muestra el lado impresionista del estilo de Vaughan Williams.